# Swiss Open 1965
Die Swiss Open 1965 im Badminton fanden in Lausanne statt. Es war die neunte Austragung der internationalen Titelkämpfe im Badminton in der Schweiz.

## Finalresultate
| Disziplin    | Sieger                      | Finalist                    | Ergebnis          |
| ------------ | --------------------------- | --------------------------- | ----------------- |
| Herreneinzel | Tage Nielsen                | Herman Moens                | 15–6, 17–14       |
| Dameneinzel  | Bep Verstoep                | June Jacques                | 11–12, 11–5, 11–8 |
| Herrendoppel | Tage Nielsen Heinz Honegger | Anton Verstoep Herman Moens | 15–11, 15–6       |
| Damendoppel  | Bep Verstoep June Jacques   | D. Holtkötter Josée Bel     | 15–8, 15–5        |
| Mixed        | Herman Moens Bep Verstoep   | Anton Verstoep June Jacques | 15–6, 15–7        |